# Liptovské Beharovce
Liptovské Beharovce es un municipio del distrito de Liptovský Mikuláš en la región de Žilina, Eslovaquia, con una población estimada a final del año 2024 de 90 habitantes.
Se encuentra ubicado al sureste de la región, cerca del curso alto del río Váh (cuenca hidrográfica del Danubio), de los montes Tatras y de la frontera con Polonia y las regiones de Prešov y Banská Bystrica.

## Demografía
| Año        | 1994 | 2004     | 2014     | 2024     |
| ---------- | ---- | -------- | -------- | -------- |
| Población  | 52   | 59       | 71       | 90       |
| Diferencia |      | +13,46 % | +20,33 % | +26,76 % |

| Año        | 2023 | 2024    |
| ---------- | ---- | ------- |
| Población  | 84   | 90      |
| Diferencia |      | +7,14 % |